# Phaedra (Seneca)

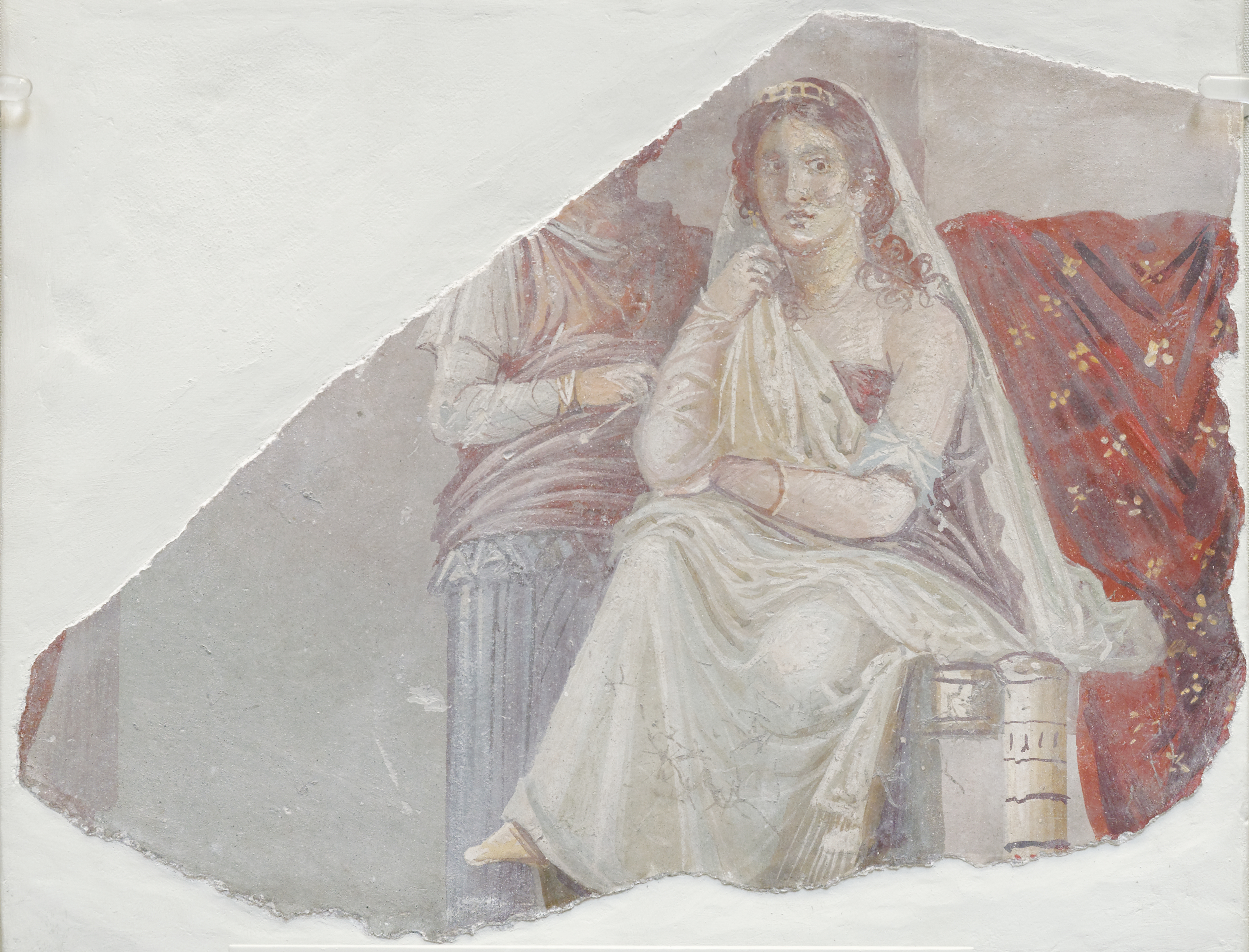
Phaedra mit einer Dienerin, vielleicht die Amme

Phaedra ist eine Tragödie von Lucius Annaeus Seneca nach Euripides.

## Übersicht

### Personen – Personae dramatis
In der Reihenfolge des Auftritts:
- Hippolytus, Sohn des Theseus und der Amazone Antiopa
- Phaedra, Gemahlin des Theseus, Stiefmutter des Hippolytus
- Nutrix, Amme der Phaedra
- Theseus, König von Athen
- Nuntius, Bote
- Chorus kretischer Frauen

### Ort der Handlung
Der Ort der Handlung liegt vor dem Königspalast von Athen. Nach John G. Fitch könnten das Vorspiel und die 2. Szene des 2. Aktes in der Landschaft vor der Stadt stattfinden. Ein Altar und ein Diana-Standbild sind immer auf der Bühne präsent.

### Hintergrund – Ausgangslage
In seiner Jugend gehörte Theseus zu den Jugendlichen, die Athen als Tribut an König Minos von Kreta schickte, um ihn dem Minotaurus zu opfern:
Mit Hilfe von Minos’ Tochter Ariadne, die sich in ihn verliebt hatte, gelang es Theseus jedoch, den Minotaurus zu töten und aus dem Labyrinth zu entkommen. Sie flohen zwar gemeinsam von Kreta, doch Theseus ließ Ariadne auf der Insel Naxos zurück.
Nach seiner Rückkehr bestieg Theseus den Thron von Athen und heiratete die Amazonenkönigin Antiope, mit der er einen Sohn, Hippolytus, hatte. Hippolytus, inzwischen selbst ein junger Mann, verachtete Liebe, Ehe und sesshaftes Leben und widmete sein Leben der Jagd.
Später tötete Theseus unter mysteriösen Umständen Antiope und heiratete Phaedra, die Schwester von Ariadne. Sie gebar ihm zwei Söhne.
Doch dann wurde Theseus von seinem engen Freund Pirithous überredet, ihn auf einer Expedition zur Entführung von Proserpina, der Königin der Unterwelt, zu begleiten. Er ist nun vier Jahre abwesend.
Phaedra, mit Hippolytus allein gelassen, hat sich leidenschaftlich in ihren hübschen Stiefsohn verliebt.

## Handlung
Die verwendeten Versangaben und Akteinteilungen beruhen auf der Edition von John G. Fitch (2018).

### Vorspiel (V. 1–84)

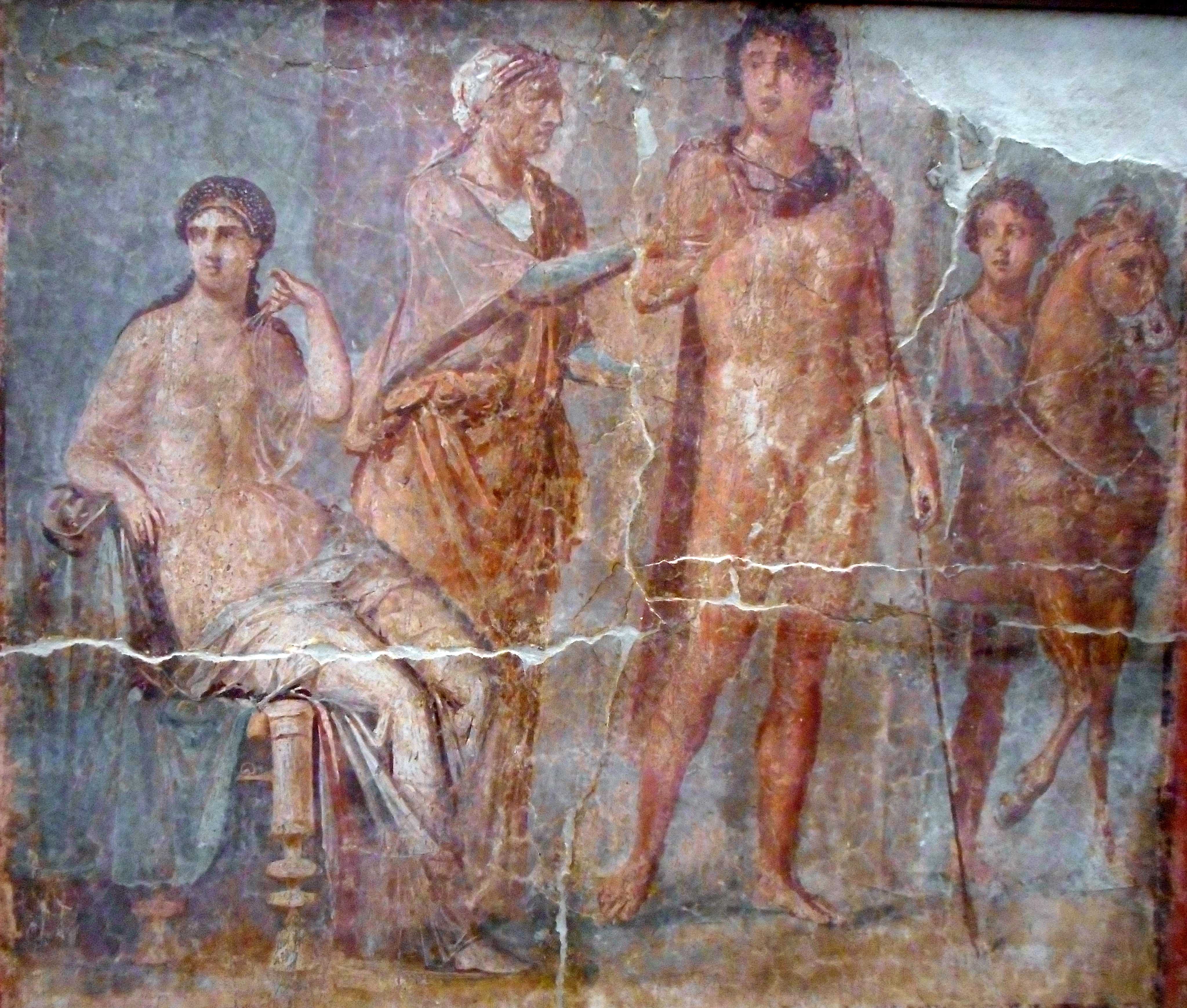
Phaedra, Amme und Hippolytus

Hippolytus redet zu seinem Jagdgefolge und erläutert ausführlich die Landschaft und den Plan der anstehenden Jagd. Schließlich wendet er sich an die Göttin der Jagd, Diana, und bittet sie um gutes Gelingen. (V. 1–84)

### Akt I (V. 85–355)
- Phaedra und ihre Amme treten aus dem Palast. Phaedra beklagt sich über ihr Los. Auf Kreta geboren, wurde sie ins ferne Athen, wo sie sich nicht heimisch fühlt, verheiratet. Ihr Ehemann Theseus, ein bekannter Ehebrecher, befindet sich fern der Heimat, auf der Suche nach einer neuen Eroberung im Reich der Schatten. Aber nicht Theseus bekümmert sie, sondern ihre eigene rasende Liebe. Als Mitglied der Minos-Familie erwartet sie kein gutes Ende, da Venus immer noch die Schmach des Mars an ihr rächen wolle. Liebe sei in ihrer Familie immer mit Verbrechen verbunden.(V. 85–128) Die Amme antwortet ihr offen und frei. Sie beschwört sie, die Flammen ihrer frevelhafte Liebe zu ihrem Stiefsohn Hippolytus schon am Anfang auszutreten. Diesen Affekten dürfe sie nicht nachgeben, wenn sie nicht noch mehr Schande auf ihr schon schmachvolles Haus häufen wolle. Was sie wolle, sei ein größeres Verbrechen, als ihre Mutter begangen habe. Monster würden durch das Schicksal getrieben, Sünder aber durch den eigenen Charakter. Selbst wenn Theseus die Unterwelt nicht mehr verlasse, sei es ein Verbrechen, das ihr Großvater Helios sehe. Das schlechte Gewissen würde sie nie verlassen. Einhalten solle sie, gegen die Natur zu handeln.(V. 129–177) Phaedra gesteht der Amme zu, dass sie in allem Recht habe. Aber sie gehe sehenden Auges auf den Abgrund zu, weil sie ihrem Liebeswahn nicht widerstehen könne. Weder Iupiter, noch Mars, noch Hephaistos, noch Apoll seien dem Liebesgott gewachsen.(V. 177–194) Die Amme entgegnet, es sei schon auffällig, dass Amor sein Unwesen allein bei den Mächtigen und Reichen treiben kann, während in den bescheidenen Hütten und mittleren Häusern die keusche Venus regiere. Sie solle ihren zurückkehrenden Ehemann respektieren.(V. 195–221) Phaedra betont den Liebesbann, unter dem sie stehe, und fürchtet nicht die Rückkehr ihres Mannes. Niemand kehre aus der Unterwelt zurück.(V. 222–225) Die Amme entgegnet, Theseus werde einen Weg hinausfinden. Es setzt ein lebhaftes Wechselgespräch ein, in dem die Amme immer wieder darauf beharrt, sich zu beherrschen, und Phaedra auf ihrer Liebe besteht. Sie würde Hippolytus bis ans Ende der Welt folgen. Auf jeden Einwand der Amme antwortet sie mit Gegenargumenten, bis sie schließlich zugibt, dass ihr noch etwas Schamgefühl geblieben sei. Die Liebe müsse unterdrückt werden, das könne nur durch ihren Tod geschehen. Das geht der Amme zu weit und sie ruft sie auf innezuhalten. Sie wolle Phaedra nicht verlieren, der Ruf sei auch nicht alles. Daher wolle sie sehen, was sie bei Hippolytus erreichen könne. (V. 226–273)
- Chorus: Der Chor singt von der Allmacht der Venus und des Gottes Amor. (V. 274–355)

### Akt II (V. 356–823)
- Der Chor fordert die Amme auf, vom Zustand Phaedras zu erzählen. Kaum bestehe Hoffnung, dass sich Phaedras Zustand ändere. Sie sei verzweifelt, schlafe nicht und weine immerfort.
- Phaedra weist ihre Dienerinnen an, ihre übliche Kleidung wegzuräumen, sie wolle sich als Amazone wie Hippolytus' Mutter kleiden und auf die Jagd gehen.

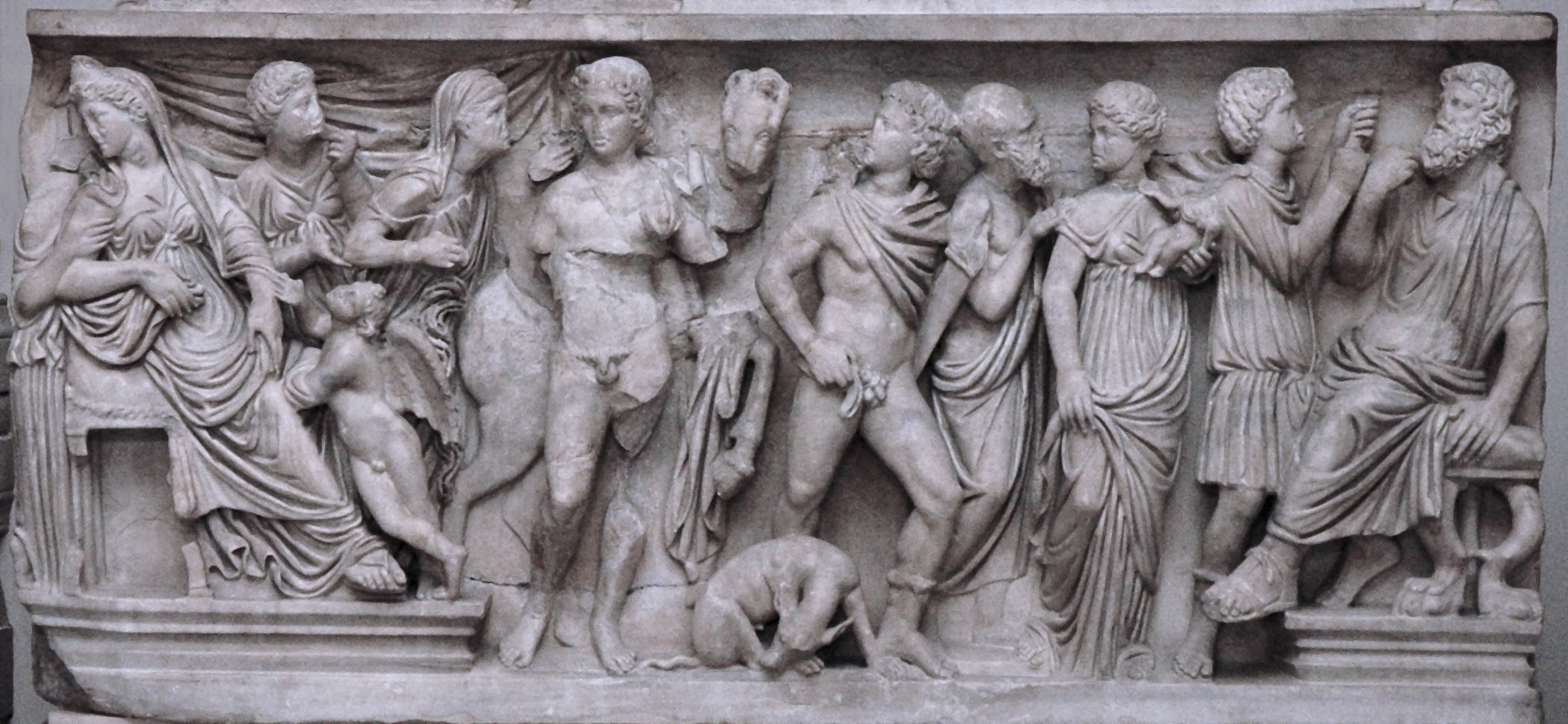
Hippolytus und Phaedra, Louvre

- Hippolytus und Phaedra, LouvreDie Amme erbittet für ihr Gespräch mit Hippolytus den Beistand der Göttin Hekate. Als Hippolytus die Amme sieht, beginnen sie ein Gespräch. Die Amme versucht, Hippolytus zu einem ausgelasseneren Leben zu bewegen und endlich Venus zu huldigen (V. 435–482). Hippolytus erklärt seinen Standpunkt (V. 483–564). Allein ein Leben in der Natur biete Freiheit von Sklavendiensten für die Mächtigen und Freiheit von Luxus. Die ersten Menschen, den Göttern nah, kannten keine Gier nach Gold, keine Grenzen auf den Feldern, keine Soldaten und Waffen. Diese paradiesischen Zustände werden durch Gier, Zorn, Lüsternheit, Herrschsucht und Gewalt zerbrochen. Daraus folgten erste Kriege und Waffen. Allein die Frau sei die Verführerin zum Bösen (V. 559). Die Amme lehnt diese Generalisierung ab, er aber besteht darauf, nach dem Tod seiner Mutter, alle Frauen hassen zu sollen (V. 578 f.). Da naht Phaedra, sie fällt hin und Hippolytus fängt sie auf (V. 588).

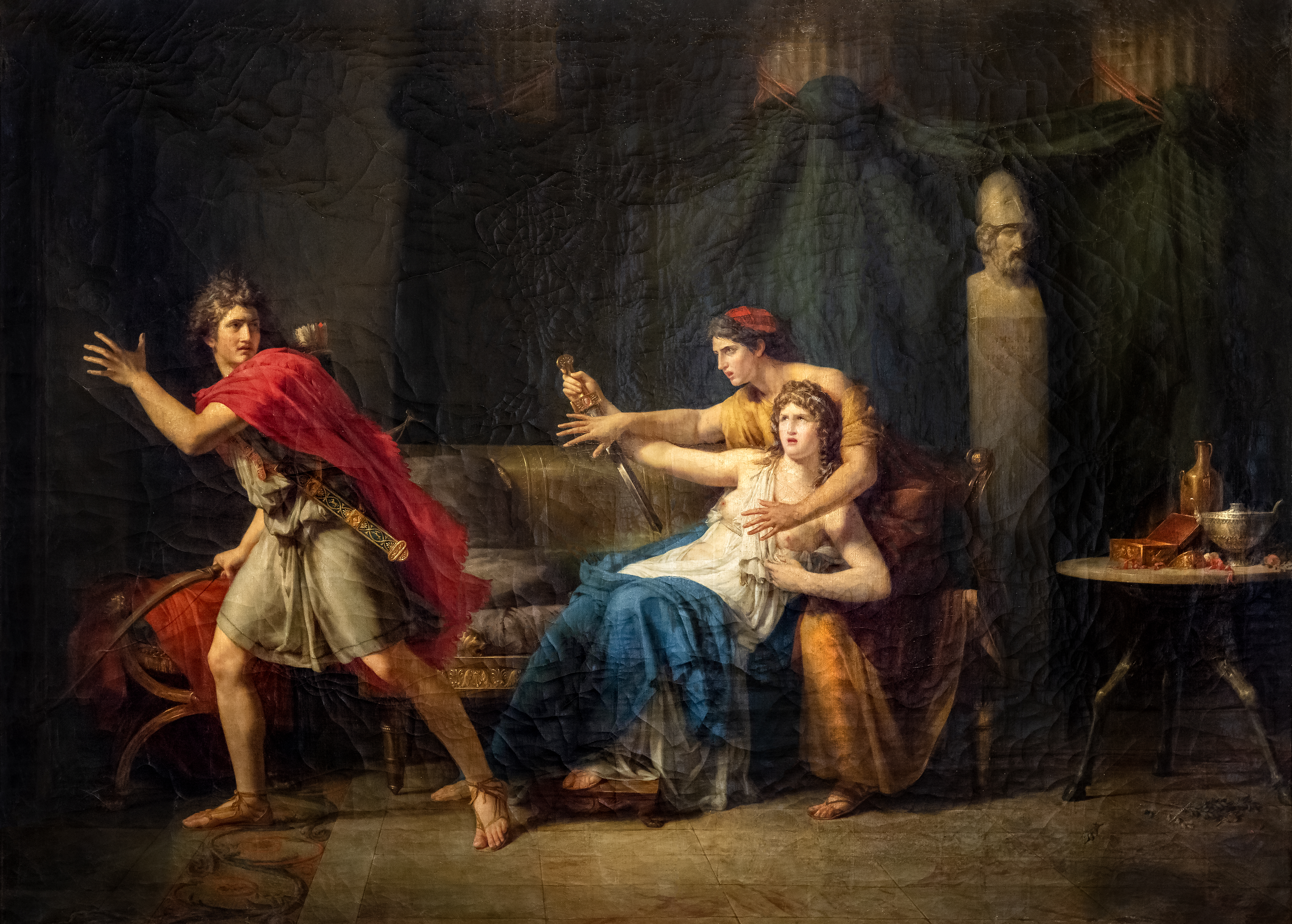
Hippolytus flieht nach Phaedras Liebesgeständnis

- Hippolytus flieht nach Phaedras LiebesgeständnisPhaedra hält sich zuerst zurück, da sie um das Ungeheuerliche ihrer Wünsche weiß (637–638). Erste Andeutungen versteht Hippolytus nicht (639 f.). Schließlich bekennt sie sich offen zu ihren Gefühlen für Hippolytus (647–672). Hippolytus ist entsetzt, fragt sich, warum Götter dies zuließen (687–690). Phaedra erklärt, sie habe keine Kontrolle mehr über ihre Gefühle. Hippolytus fragt sich kurz, ob er sie töten solle. Phaedra stimmt dem zu. Hippolytus weicht davor zurück, da das Verbrechen auf ihn zurückfiele (713–719). Das Geschehen beobachtend, zeigt die Amme Geistesgegenwart und entwickelt den Plan, Phaedra als Opfer zu inszenieren und Hippolytus zum Täter zu machen (725–736).
- Der Chorus thematisiert das eilige Verschwinden des Hippolytus und die naturgegebene Vergänglichkeit der Schönheit. (V. 737–823)

### Akt III (V. 824–988)
- Der Chorus wendet sich schließlich der rasenden Phaedra zu, die als Opfer Glaubwürdigkeit gewinnen wolle. Doch da kehrt Theseus zurück.
- Theseus klagt noch über seinen Aufenthalt in der Unterwelt und vernimmt dabei das Stöhnen Phaedras. Die Amme verweist kryptisch auf ein schwerwiegendes geheimnisvolles Ereignis, das Phaedra den Tod erstreben lässt. Zusammen betreten sie den Palast.
- Theseus sieht im Palast seine Frau mit einem Schwert in der Hand und bittet sie, die Waffe wegzulegen. Er fragt nach dem Grund ihrer Verzweiflung. Aufgefordert zu erklären, was sie bedrängt, verweigert Phaedra zuerst eine Antwort. Als Theseus damit droht, die Amme in Ketten zu werfen und zu einer Aussage zu zwingen, beschuldigt sie Hippolytus einer Vergewaltigung. Theseus bekundet, ihn bis ans Ende der Welt verfolgen zu wollen. Sein Vater Neptun solle ihm helfen, Hippolytus zu töten (945–958). Der Chorus wendet sich an die große Mutter der Götter, an die Natur. Das Weltall sei bestens organisiert, nur bei den Menschen versage sie völlig. Fortuna bevorzuge die Schlechteren (960–988).

### Akt IV (V. 989–1153)

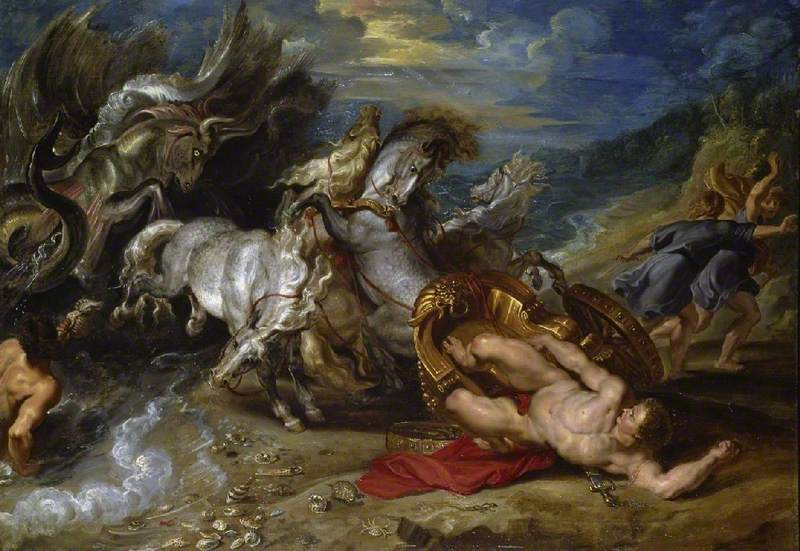
Der Tod des Hippolytus von Peter Paul Rubens

- Ein Bote berichtet Theseus ausführlich von Hippolytus' Abschied von Athen und von seinem gewalttätigen Tod durch ein dem Meer entsprungenes Ungetüm, das in einer Sturzflut auf das Land zuhielt: ein wilder, riesiger Stier. Hippolytus habe sich als einziger tapfer und mutig gegen das Meeresungeheuer gestellt (V. 1036–1068). Doch das Ungeheuer war unbesiegbar und richtete ein Blutbad an. (V. 991–1114). Theseus, tränenüberströmt, ist zerrissen, durch tiefe Trauer erschüttert, andererseits wegen seines angeblichen Verbrechens gegenüber Phaedra zufrieden mit seinem Untergang.
- Der Chorus besingt die Wechselfälle des Lebens. Fortuna kümmere sich nicht um die unbedeutenden Menschen in Hütten, allein die höheren Sphären müssen ihre Schläge gewertigen. Auch um Königsburgen herum donnere es, bestehe Gefahr. Doch Athene könne zufrieden sein, da Theseus dem Styx entkommen sei und mit dem Herrscher der Unterwelt keine Schulden bestünden. (V. 1123–1153)

### Akt V (V. 1154–1280)
- Die klagende Phaedra, mit gezücktem Schwert in der Hand, wird von Theseus nach dem Grund für ihr Toben gefragt. Sie wünscht sich alles Unglück dieser Welt. Sie konfrontiert Theseus mit den Folgen seines Tuns. Er habe sein Haus zugrunde gerichtet. Als sie Hippolytus' Gebeine sieht, fragt nach ihrer Verantwortung. Sie kündigt ihre Buße, ihren Selbstmord mit dem Schwert an. Sie schneidet sich als Opfer Haar ab und bereitet ihren eigenen Tod vor. Folgen wolle sie Hippolytus in die Unterwelt, zwar waren sie nicht durch ihre Herzen vereint, aber im Tod würden sie zusammen sein. Im Tod wolle sie ihren Frieden finden. Schließlich verkündet sie Theseus die ungeheuerliche Wahrheit und bekennt ihre Schuld, Theseus mit all den schrecklichen Folgen belogen zu haben. Sie rammt sich den Dolch in die Brust und nennt ihr Blut ein Totenopfer für den unschuldigen Hippolytus. Sterbend fordert sie Theseus auf, sich auch in die Unterwelt mit dem Acheron zu flüchten. (V. 1154–1200)
- Theseus beklagt sein Los und bittet als Strafe für gottloses Verhalten seinem Sohn gegenüber einen strengen Tod für seine Verbrechen an den Gestirnen (Ariadne), Schatten und Meeren (Wunsch an Poseidon). Sei er zurückgekehrt, um den doppelten Tod seines Sohnes und seiner Ehefrau zu erleben? Was für eine Strafe soll ihn erwarten? Der Weg zu den Schatten soll ihm geöffnet werden, seinem Sohne wolle er folgen. (V. 1201–1243)
- Der Chorus erinnert Theseus daran, seinem Sohn die gebührenden Totenehren zu erweisen und ihn zu bestatten. (V. 1244–1246)
- Theseus lässt, was von Hippolytus noch übrig ist, zusammentragen und aufbahren. Seine Schuld bekennend, will er sich auf den Leichnam werfen und ihn liebkosen. (V.1248–1256) Das schreckliche Schicksal wird angerufen. Dann wird von einem Teil des Gefolges der Scheiterhaufen vorbereitet. Der andere Teil soll weiter die sterblichen Überreste suchen. Mit Blick auf die tote Phaedra wünscht er, dass ihr die Erde nicht leicht werde. (V. 1275–1280)

## Literarische Vorlagen und Einflüsse
Es kommen drei Vorlagen infrage. Euripides hat davon zwei geschrieben: Hippolytos kalyptomenos (deutsch: Der verhüllte Hippolytos) und Hippolytos stephanephoros (deutsch: Der bekränzte Hippolytos), Sophokles hat eine Phaidra veröffentlicht. Die moderne Forschung entscheidet sich wie Eckard Lefèvre, fußend auf den Untersuchungen von Wolf-Hartmut Friedrich und Clemens Zintzen, für den verlorenen Hippolytos kalyptomenos des Euripides als Senecas Hauptquelle.
Nachweisen lassen sich für einzelne Stellen auch andere Vorbilder. Nach Bernhard Zimmermann kann gelten, dass Seneca sich auch in der Phaedra mit der augusteischen Klassik auseinandersetzt. Seneca bricht mit Traditionen der republikanischen Tragödie und verwendet ganz im Sinne von Horaz in den Dialogszenen den jambischen Trimeter. Ebenso folgt er Horaz bei der Verwendung des Chores, dem die Aufgabe zukommt, die Gesamthandlung zu gliedern. Andererseits verstößt er bewusst gegen Horaz’ Ablehnung des „Schreckens“ auf offener Bühne. Die Darstellung des grausigen Endes des Hippolytus erinnert an die Schilderung Ovids in den Metamorphosen (15. Buch). John G. Fitch sieht das Fundament von Senecas Porträt der Phaedra in Ovids Heroides. Fast jede Zeile von Heroides 4, dem imaginären Brief von Phaedra an Hippolytus, findet in Senecas Stück auf irgendeine Weise ein Echo. Zimmermann weist darauf hin, dass Seneca die Form der Tragödie auch dem Lehrgedicht des poeta doctus öffnet. Die Monodie des Hippolytus gleich zu Beginn des ersten Akts zeige das deutlich.
„Seneca versucht, durch seine Dramen die als klassisch geltenden griechischen und vor allem römischen Tragödien 'aufzuheben', und zwar aufzuheben im Hegelschen Wortsinn: Er schafft eine neue Tragödie, die durch die ständige Auseinandersetzung mit ihren Vorgängern die Tradition aufsaugt, in sich aufnimmt und immer durchscheinen lässt (…) und die doch gleichzeitig ihre Vorgänger, die Tradition durch etwas Neues ersetzen will.“

## Aspekte der dramatischen Technik Senecas nach Michael von Albrecht
Die Tragödien und Senecas Weltsicht
- „Die Tragödien Senecas diagnostizieren, sie ›heilen‹ aber nicht. Die aristotelische Vorstellung von Tragik wird bewusst durchbrochen.“[9]
- „Das Drama ist entgöttert; die Gesellschaft hat ihr Recht auf Wertsetzung verscherzt; der Mensch, aus religiöser und politischer Gewalt entlassen, erlebt seine Freiheit wie einen Rausch.“[9]
- „Seneca entwirft in den Tragödien das Bild einer ›unerlösten‹ Menschheit, die ihre eigentliche Aufgabe - rationale Erkenntnis und daraus entspringendes Handeln - nicht erfüllt oder pervertiert.“[10]

Darstellungsweise – dramatische Technik
- „Seneca bevorzugt eine direkte Darstellung. Im Hippolytus-Drama gesteht Phaedra dem Helden ihre Liebe persönlich und verleumdet ihn auch selbst bei Theseus.“[11]
- „Pathetisch exponieren die Anfange der Dramen die dominierende Emotion: Mit Phaedras und Medeas Affekt konfrontiert Seneca den Zuschauer von Anfang an in längeren Selbstgesprächen, während Euripides die Leidenschaft dieser Frauen zuerst in ihrer Umwelt spiegelt.“[11]
- „Die angebliche ›Grausamkeit‹ bringt also einen entscheidenden dramatischen Gewinn. Zur inneren Einheit der Stücke trägt auch bei, daß Seneca die Chorlieder inhaltlich sorgfaltig auf ihre Umgebung abstimmt.“[12]
- „In römischer Zeit fühlt sich der Mensch weniger von Göttern geleitet, ist zunehmend auf sich selbst gestellt; alle Möglichkeiten scheinen ihm offenzustehen. Wird er sein Maß in sich selbst finden? In diesen zutiefst geschichts- und wirklichkeitsbezogenen Fragen liegt übrigens der tiefere Grund fur Senecas hyperbolische und paradoxe Sprache, die mehr ist als bloße Manier. Auch die römische Umwelt wirkt herein. (...) römische pietas veredelt auch den Charakter des Theseus, der nicht über den grausamen Untergang seines Sohnes jubelt (Phaedra).“[10]

Unterschied zu Euripides
- „Euripides' Phaidra ist Königin; sie denkt an ihre Ehre und an die ihrer Söhne. Senecas Phaedra ist Liebende; ihr Charakter entspricht der freieren Stellung der römischen Frau und der Auffassung Senecas, der das persönliche Gewissen höher achtet als gesellschaftliche Rücksichten. So ist es für den römischen Dichter unerträglich, Phaedra mit einer Lüge sterben zu lassen. Ihr abschließendes Schuldbekenntnis bedeutet dramatisch einen Gewinn.“[10]

## Datierung
Die Datierung ist wissenschaftlich umstritten. Im Gegensatz zu Konrad Heldmann, der die Datierung der Senecanischen Dramen für grundsätzlich unsicher erachtet, hält Eckard Lefèvre eine Datierung im Kontext mit den vorhandenen politischen Bezügen für möglich. Er weist darauf hin, dass die römische Tragödie von Anfang an politische Bezüge aufwies. Auch in der Phaedra kritisiert z. B. die Amme in den Versen 204–217 die Verfehlungen der Könige. Lefèvre wird deutlicher, indem er Belege dafür aufzählt, dass in der Phaedra aktuelle Anspielungen auf Nero (Hippolytus) und Agrippina (Phaedra) zu finden seien. Am naheliegendsten sei eine Datierung auf das Jahr 59 nach Agrippinas Tod, da sonst die Anspielungen nicht zu verstehen seien. Seine Argumentation unterstützend, verweist er auf Hippolytus' Monodie (V 1–84), die für den Ablauf der Handlung so nicht nötig war. Warum eine Arie am Beginn des Stückes? Lefèvre folgert, dass es ein Einschub für Nero sein könnte, dessen „Künstlertum“ auf diese Weise unterstrichen werden konnte. Lefèvre hält dafür, dass auch die Dramen jeweils in „ganz bestimmten Lebenssituationen“ entstanden seien.
Dagegen folgt das Archive of Performances of Roman & Greek Drama der Universität Oxford John G. Fitchs Stiluntersuchungen mit der These, dass der Zeitraum der Datierung zwischen Senecas Rückkehr nach Rom 49 n. Chr. und der Abfassung des Hercules 53 n. Chr. möglich sei.

## Rezeption
Struktur und Stil von Seneca-Tragödien wie Phaedra haben im Laufe der Jahrhunderte großen Einfluss auf das europäische Drama ausgeübt, insbesondere auf die Tragödien zur Zeit von Shakespeare. Technische Kniffe wie Randbemerkungen und Monologe können neben einem Fokus auf das Übernatürliche und die zerstörerische Kraft obsessiver Emotionen auf Seneca zurückgeführt werden. Der Einfluss der Phaedra ist an Dramen des 16. und 17. Jahrhunderts in Frankreich mit Robert Garniers Hippolyte (1573) und Jean Racines Phèdre (1677) zu sehen. Laut der Historikerin Helen Slaney verschwand die Seneca-Tragödie im 18. Jahrhundert „praktisch“, als das Drama stärker reguliert wurde und „Sichtbarkeit den Horror verdrängte“. Senecas Phaedra erlebte im 20. Jahrhundert ein Wiederaufleben ihres Einflusses mit Produktionen von Tony Harrisons Phaedra Britannica (1975), Sarah Kanes Phaedra's Love (Phaidras Liebe) (1996). Laut Slaney bleiben die Dramen von Seneca heute „ein Prüfstein für kreative Praktizierende, die das Unrepräsentierbare darstellen wollen“.

## Rezitationsdrama oder Aufführungsstück?
Die wissenschaftliche Debatte geht zurück auf das Verdikt des Romantikers und Shakespeare-Übersetzers August Wilhelm Schlegels, die Dramen Senecas seien „so von aller theatralischen Einsicht entblößt“, dass er glaube, „sie waren nie dazu bestimmt, aus den Schulen der Rhetoren auf die Bühne hervorzutreten“. Otto Zwierlein und jüngst Christoph Kugelmeier schlossen sich dieser Hypothese an. Dagegen argumentiert Michael von Albrecht:
„Bei der Frage, ob es sich um Bühnenstücke oder Rezitationsdramen handelt, geht es weniger um Grundsätzliches, als es vielleicht den Anschein hat. In beiden Fällen wurde der Text antiken Lesegewohnheiten entsprechend laut vorgetragen. Wir besitzen keine Belege über Aufführungen; doch ist dies ein argumentum ex silentio. Andererseits weiß man zumindest, daß es üblich war, einzelne Szenen aus Dramen zu spielen. Behauptet man mit manchen wohlerzogenen Forschern des 19. Jh., Senecas Stücke seien ›unspielbar‹, so unterschätzt man die Möglichkeiten der antiken Bühne, oder man verabsolutiert ein zeitgebundenes Geschmacksurteil.“ Für die Bühnenwirksamkeit spricht nach Ludwig Braun und Michael von Albrecht viel. Albrecht bezieht in seine Argumentation sowohl den Text als auch Dinge ein wie Hippolytus' Schwert in der Liebes- und in der Sterbeszene und Phaedras' Jägerinnen-Kleidung als Ausdruck ihrer Liebe zu Hippolytus.
Ein anderer Ansatz wird von Christian Klees und Christoph Kugelmeier vertreten. Probleme einer Aufführung eines Seneca-Dramas werden u. a. in der traditionellen Übersetzungsform gesehen.

## Aufführungsgeschichte derPhaedra
- Antike Aufführungen: es gibt wenige Belege, deren Deutung zudem hoch umstritten ist.[27]
- Renaissance – Aufklärung
  - Mit der Renaissance wurden Aufführungen der Phaedra/Hippolytus in verschiedenen europäischen Ländern inszeniert.[28] (Zu Lebzeiten Shakespeares 3 mal in England.)
- 20. und 21. Jahrhundert
  - Das Archive of Performances of Greek & Roman Drama (APGRD) der Universität Oxford hat seit 1961 über 40 Inszenierungen auf der ganzen Welt registriert, die meisten davon in Großbritannien.[28]

## Textausgaben (Auswahl)
- Seneca: Phaedra. In: Rudolfus Peiper, Gustavus Richter (Hrsg.): L. Annaei Senecae Tragoediae. Teubner, Leipzig 1902, S. 155–200.
- Lucius Annaeus Seneca: Phaedra. In: Seneca: Tragedies (edited and translated by F. J. Miller). Loeb Classical Library, Cambridge, Mass. 1917.
- Lucius Annaeus Seneca: Phaedra. In: The Tragedies of Seneca (edited by E. F. Watling). Penguin Classics, London 1966.
- Seneca: Tragoediae (Hrsg. Otto Zwierlein). Oxford University Press, Oxford 1986, ISBN 978-0-19-814657-5.
- Otto Zwierlein: Kritischer Kommentar zu den Tragödien Senecas. Steiner Verlag, Stuttgart 1986, ISBN 978-3-515-04693-0.
- Seneca: Phaedra (Hrsg. A. J. Boyle). Francis Cairns Publications Ltd., Liverpool 1987, ISBN 978-0-905205-66-3.
- Seneca: Phaedra (Hrsg. Michael Coffey, Roland Mayer). Cambridge University Press, Cambridge 1990, ISBN 0-521-33713-5.
- Seneca the Younger: Phaedra. In: John G. Fitch (Hrsg.): Seneca‘s Tragedies. Band 1. Harvard University Press, Loeb, 2018, S. 405–523, doi:10.4159/dlcl.seneca_younger-phaedra.2018 (loebclassics.com [abgerufen am 1. Januar 2024]).

### Lateinisch – Deutsch
- Seneca: Phaedra (lateinisch und deutsch). In: Seneca: Sämtliche Tragödien (hrsg. und üb. von Theodor Thomann), Band 1. Artemis Verlag, Zürich, Stuttgart 1961, S. 313–401.